# Ko Chun-hsiung
Ko Chun-hsiung (柯俊雄S, Kē JùnxióngP; Kaohsiung, 15 gennaio 1945 – Taipei, 6 dicembre 2015) è stato un attore, regista e politico taiwanese.
In occasione del centenario della nascita dell'industria cinematografica in Cina nel 2005, la China Film Performance Art Academy lo ha inserito nella lista dei "100 migliori attori in 100 anni di cinema cinese".